# クライモリ (2021年の映画)
『クライモリ』（Wrong Turn）は、2021年のアメリカ合衆国・カナダ・ドイツのホラー映画。
監督はマイク・P・ネルソン、出演はシャルロッテ・ベガとマシュー・モディーンなど。
2003年のホラー映画『クライモリ』のリブート版である。本作の物語の内容はオリジナルシリーズに登場していた食人の一族が登場しないなど、オリジナルシリーズとは大幅に異なる内容である。

## ストーリー
ジェン、ダリウス、アダム、ミラ、ゲイリー、ルイスの6人がアパラチアン・トレイルの近くをドライブしている。ネイトら地元民の忠告に耳を貸さず、彼らはトレイルから反れて歩き始める。すると、急に丸太が上から転がってきて、ゲイリーは丸太に押しつぶされて死んでしまう。残った5人は山から降りようとするが、日が暮れて一夜をテントで過ごす。翌朝起きると、そこは墓地であり、米国の終焉を信じて1859年に入植を開始した一団が辺りに住んでいることを知る。
テントから消えていたミラを探していると、アダムが罠にかかり鎖で地下に引きずり込まれてしまう。小屋を見つけ隠れていると、アダムが原始人の装束を着た入植者2人に担がれているのを目撃する。ダリウスが救助に飛び出してジェンとルイスがあとに続く。入植者らがひるんだすきにアダムが1人を棒で撲殺するがもう1人は消えている。そこへミラが現れ、用を足しに離れただけだと言う。アダムは理由なく殺してしまったと責められるが、入植者が自身を殺そうとしていたと主張する。5人で話し合い、殺人はなかったことにして山を降りようとするが、ダリウスが罠でケガをして、ルイスが入植者に襲われ姿を消したところで、ダリウス含む残りの4人は入植者に包囲される。ミラは逃げる際に落とし穴に落ちて重傷を負い、入植者に矢で止めを刺される。ミラを見捨てて置き去りにしたアダムも罠にかかり、ダリウスとジェンも順次捕らえられる。
次にジェンが意識を取り戻すと、竪穴に監禁されている。上蓋を開けたのは以前町で見かけた女性（エディス）であった。しばらくして水とともに果物を与えたエディスがジェンを地上に引き上げると、そこには捕らえられたアダム、ダリウス、ルイスの3人が手を縛られて立っている。4人は目隠しをされて入植者の集落に連行される。集落では入植者が入植当時の生活様式で暮らしている。その中にはエディスと一緒にいた少女・ルシーもいる。4人はアダムが犯した殺人の罪で裁判にかけられ、アダムは死刑を言い渡され、自分がしたのと同じように頭部を棒で殴り殺される。ジェンら3人は「暗闇」の刑を言い渡され、ルイスは逃走しようとするがすぐに捕まり、両目を焼きごてでつぶされて牢屋に入れられる。ダリウスとジェンも同じようにされるところを、ジェンが必死に自分たちの価値を売り込み処刑を逃れる。その結果、ジェンは入植者の妻として子孫を残す選択をし、ダリウスは集落の補修工事を引き受けることになる。その夜、ジェンの夫となったのは集落の長ヴェナブルであり、ジェンは覚悟を決めて一夜をともに明かす。
一方、ジェンの父であるスコットは行方不明の娘を探して町を訪れ、地元民の助けを借りてアパラチアン・トレイルに分け入るが、まもなくガイドの2人は罠にかかって死んでしまい、自力での捜索を余儀なくされる。夜に入り、集落まではたどり着いたものの、入植者に捕らえられ、ジェンに矢で射たれる。スコットは竪穴に閉じ込められるが、ジェンが助けに来て、ルシーの助けも借りて集落から逃走を試みる。ルシーの教えてくれた抜け道は「暗闇」の牢屋の中を通り抜けるもので、途中いまや失明したルイスを見かねたジェンは彼を射殺する。スコットとジェンは追手を何人か撃退し、前夜はさんざんな目に遭わされた地元民らに救出される。
その後、ジェンは以前のような生活に戻る。数か月後のある日、ルシーを連れたヴェナブルが帰宅したジェンを待ち受け、自分の子を宿しているジェンに集落に戻るよう脅す。家族への危害を恐れたジェンは、家族の安全と引き換えに帰還に同意する。ジェンを乗せたキャンピングカーが走り出すが、少しも行かないうちに蛇行して街路樹に衝突して止まる。中からナイフを手にしたジェンが出てきて逃げる入植者らをめった刺しにする。ジェンがルシーの手を引いて自宅の方にどんどん歩いていく場面で終わる。

## キャスト
- ジェン: シャルロッテ・ベガ（英語版）
- スコット: マシュー・モディーン - ジェンの父。
- ダリウス: アダイン・ブラッドリー - ジェンの恋人。
- ミラ: エマ・デュモン（英語版） - ジェンの友人。医師。
- アダム: ディラン・マクティー - ミラの恋人。
- イーディス: デイジー・ヘッド（英語版） - 入植者の女性。
- ゲイリー: ヴァーダーン・アローラ（英語版） - ジェンらの仲間。
- ルイス: エイドリアン・ファベラ - ゲイリーの同性の恋人。
- ネイト: ティム・デザーン（英語版） - 地元民。スコットに警告。
- ルシー: ライアン・エリザベス・ハナバン - 入植者の少女。
- ヴェナブル: ビル・セイジ - 入植者の長。
- ホブス: チェイニー・モロー
- モーガン: デイミアン・マッフェイ（英語版）
- スタンダード: マーク・メンチ
- カレン: デビッド・ハッチソン
- サミュエル: クリス・ハーン
- コリーヌ: バレリー・ジェーン・パーカー
- レジー: ダニエル・R・ヒル

## 製作
2018年10月15日、第1作の脚本を担当したアラン・B・マッケルロイが再び脚本を担当するリブート（再起動）版の制作が発表された。2019年9月9日より撮影が開始され。11月2日に終了した。
原題は当初『Wrong Turn: The Foundation』と発表されていたが、最終的にはオリジナルシリーズの第1作と同じく、サブタイトルのない『Wrong Turn』に決定した。
音楽はステファン・ルカチ（Stephen Lukach）が手掛けた。サウンドトラックは Wrong Turn: The Foundationという題名で、2021年2月25日に Konigskinder Musicから発売された。

### セッティング
本作の主人公であるジェンは人生の方向性を模索する人物として描かれる一方、待ち受ける恐怖に立ち向かう力を秘めた存在としても描かれている。
脚本のアラン・B・マッケルロイは恐怖体験がきっかけで自分と向き合い、決断を迫られるだろうとメイキング映像の中で述べている。
また、ジェン以外のキャラクターは、従来のホラー映画における典型的なキャラクターではなく、様々な人種や性的指向をもつ進歩的な人物として描かれている。

## 公開
2021年1月26日、全米の一部の劇場で一夜限定のイベントとして上映され、2月23日には、Blu-rayとDVDの販売及び動画の配信が開始された。

## 評価
Rotten Tomatoesによれば、65件の評論のうち高評価は65%にあたる42件で、平均点は10点満点中6点、批評家の一致した見解は「『クライモリ』は、印象的な他のホラー映画には及ばないが、血みどろの恐怖感を味わいたい観客には、このリブート作品に優れた点がかなりあることが分かるだろう。」となっている。
Metacriticによれば、7件の評論のうち、高評価は1件、賛否混在は5件、低評価は1件で、平均点は100点満点中46点となっている。
ライターの氏家譲寿は、オリジナル版と大きく内容が離れていることについて触れ、ミュータントの人食い人種の登場を希望する観客は失望するかもしれないとしつつも、本作も名作ホラー映画と同様に「時代を映す鏡」して機能していると述べている。
その例として、氏家はサスティナブルを重んじるために入植者側に同調するダリウスや、お笑い担当ではない同性愛者、女性キャラクターが露出の少ない格好であることなどを挙げている。
ねとらぼの城戸はオリジナル版とは内容が異なるとしつつも、「ホラー・スラッシャー映画が築き上げてきた枠組みからは外れず、現代に合わせて“価値観”というステータスをレベルアップさせたようなリブート。」であるとし、奇しくもオリジナル版に近いものを感じると述べている。城戸は本作において「処女のみが生き残る」といった性差別的な定石が徹底的に排除されている点についても触れ、今後のホラー映画ではこのような対応が求められるだろうとみている。